# V342 Близнецов
V342 Близнецов (лат. V342 Geminorum, HD 59014) — двойная звезда в созвездии Близнецов на расстоянии приблизительно 1 543 световых лет (около 473 парсек) от Солнца. Видимая звёздная величина звезды — от +7,38m до +7,31m.

## Характеристики
Первый компонент — оранжевый гигант, пульсирующая медленная неправильная переменная звезда (LB:) спектрального класса K2, или M3. Масса — около 1,842 солнечной, радиус — около 78,499 солнечных, светимость — около 676,152 солнечных. Эффективная температура — около 3984 К.
Второй компонент — коричневый карлик. Масса — около 18,89 юпитерианских. Удалён в среднем на 1,833 а.е..